# Marnand (Rhône)
Pour les articles homonymes, voir Marnand.
Pour l’article ayant un titre homophone, voir Marnans.
Marnand est une ancienne commune française, située dans le département du Rhône et la région Rhône-Alpes. Elle est partie intégrante de la commune nouvelle de Thizy-les-Bourgs à partir du 1er janvier 2013.

## Administration
| Période | Période  | Identité        | Étiquette | Qualité |
| ------- | -------- | --------------- | --------- | ------- |
| 2014    | En cours | Pascal Vignon   |           |         |
| 2013    | 2014     | Maurice Saunier |           |         |

## Démographie
L'évolution du nombre d'habitants est connue à travers les recensements de la population effectués dans la commune depuis 1793. À partir du 1er janvier 2009, les populations légales des communes sont publiées annuellement dans le cadre d'un recensement qui repose désormais sur une collecte d'information annuelle, concernant successivement tous les territoires communaux au cours d'une période de cinq ans. 
Pour les communes de moins de 10 000 habitants, une enquête de recensement portant sur toute la population est réalisée tous les cinq ans, les populations légales des années intermédiaires étant quant à elles estimées par interpolation ou extrapolation. Pour la commune, le premier recensement exhaustif entrant dans le cadre du nouveau dispositif a été réalisé en ,.
En 2010, la commune comptait 617 habitants.
| 1831  | 1836  | 1841  | 1846  | 1851  | 1856  | 1861  | 1866  | 1872  |
| ----- | ----- | ----- | ----- | ----- | ----- | ----- | ----- | ----- |
| 1 675 | 1 941 | 2 134 | 1 125 | 1 155 | 1 205 | 1 122 | 1 103 | 1 102 |

| 1876  | 1881  | 1886  | 1891  | 1896  | 1901  | 1906  | 1911 | 1921 |
| ----- | ----- | ----- | ----- | ----- | ----- | ----- | ---- | ---- |
| 1 109 | 1 129 | 1 184 | 1 285 | 1 163 | 1 171 | 1 052 | 923  | 726  |

| 1926 | 1931 | 1936 | 1946 | 1954 | 1962 | 1968 | 1975 | 1982 |
| ---- | ---- | ---- | ---- | ---- | ---- | ---- | ---- | ---- |
| 758  | 752  | 621  | 432  | 472  | 507  | 489  | 449  | 417  |

| 1990 | 1999 | 2005 | 2006 | 2010 | - | - | - | - |
| ---- | ---- | ---- | ---- | ---- | - | - | - | - |
| 494  | 569  | 607  | 608  | 617  | - | - | - | - |

## Culture locale et patrimoine

### Espaces verts/fleurissement
En 2014, la commune de Marnand bénéficie du label « ville fleurie » avec « une fleur » attribuée par le Conseil national des villes et villages fleuris de France au concours des villes et villages fleuris.